# Townsend-klarinétmadár
A Townsend-klarinétmadár (Myadestes townsendi) a madarak (Aves) osztályának verébalakúak (Passerifromes) rendjébe és a rigófélék (Turdidae) családjába tartozó faj.

## Rendszerezése
A fajt John James Audubon amerikai ornitológus írta le 1838-ban, a Ptiliogonys nembe Ptiliogony's Townsendi néven. Nevét John Kirk Townsend amerikai természettudós tiszteletére kapta.

## Alfajai
- Myadestes townsendi townsendi (Audubon, 1838) - közép-Alaszka keleti része, Kanada nyugati része és az Amerikai Egyesült Államok nyugati része
- Myadestes townsendi calophonus (R. T. Moore, 1937) - észak- és közép-Mexikó [2]

## Előfordulása
Észak-Amerika nyugati részén, Kanada, az Amerikai Egyesült Államok és Mexikó területén honos. A természetes élőhelye száraz erdők, mérsékelt övi erdők és bokrosok. Telelni délebbre vonul.

## Megjelenése
Testhossza 22 centiméter, testtömege 30–35 gramm.
|  |

## Életmódja
Főleg rovarokkal és pókokkal táplálkozik, de bogyókat és kisebb gyümölcsöket is fogyaszt.

## Természetvédelmi helyzete
Az elterjedési területe rendkívül nagy, egyedszáma pedig növekszik. A Természetvédelmi Világszövetség Vörös listáján nem fenyegetett fajként szerepel.